# Matofobia
Il termine matofobia deriva dalla fusione delle parole matematica e fobia e, quindi, il suo significato è proprio paura della matematica, ovvero antipatia per la disciplina.
Il matematico sudafricano Seymour Papert afferma che tale fobia ha una natura sociale e nasce durante l'istruzione scolastica. Infatti, i bambini nascono con una grande voglia e capacità di imparare e le difficoltà di apprendimento, in relazione a qualsiasi disciplina, non nascono spontaneamente, ma vengono anch'esse indotte nell'allievo. Si assiste quindi allo slittamento dalla matofilia alla matofobia, ovvero l'allievo che amava l'apprendimento e la matematica, successivamente riesce a temerle entrambe.
Il carattere sociale della matofobia è giustificato, secondo Papert, dalla convinzione, radicata nella maggior parte degli esseri umani, della dicotomia tra "persone intelligenti" e "persone stupide" e, di conseguenza, ritenendo che la matematica sia una disciplina per pochi eletti, si pensa che esistano "persone portate per la matematica" e "persone negate per la matematica", come se le abilità matematiche fossero congenite. Infatti, di frequente si sentono affermazioni di disprezzo, di avversione, di odio nei confronti della matematica, da parte di tutte quelle persone che non conservano un buon ricordo del loro percorso scolastico in relazione alla disciplina. Spesso sono vivi i ricordi di insuccessi scolastici durante le ore di matematica: gli allievi, di fronte alla risoluzione di un problema, maturano spesso un senso di limitazione e di impotenza che generano uno scoramento e l'avversione per la matematica.

## Sintomi della matofobia
I sintomi degli studenti che annunciano la matofobia possono essere i seguenti:
- affanno;
- eccessiva sudorazione;
- nausea;
- bocca asciutta;
- sensazione di malessere generale;
- tremore;
- ansia;
- spaesamento;
- palpitazioni;
- mancanza di chiarezza espositiva.

## Cause della matofobia
Le possibili cause di questa paura per la matematica sono imputabili a vari fatti. Le ricerche dimostrano che nella maggior parte dei casi la matofobia nasce nelle aule scolastiche, soprattutto a livello di istruzione primaria. In tale contesto operano, spesso, degli educatori che sono essi stessi affetti da matofobia e che, trovandosi costretti a insegnare qualcosa che non amano, trasmettono al discente l'avversione per la disciplina.
Di seguito vengono riportati alcune cause della matofobia.
- Reiterata impotenza nella risoluzione di un problema.
- Ansia associata all'eventuale insuccesso.
- Eccessivo uso del formalismo.
- Convinzione dell'attitudine congenita per la matematica.
- Assenza di situazioni di classe che stimolino la motivazione dei discenti.
- Scarsa preparazione degli insegnanti, soprattutto nella scuola primaria.
- Odio per la matematica da parte dei docenti che si trovino ad insegnarla pur non essendo specialisti in materia.
- Convinzioni sociali circa l'inutilità della matematica.
- Netta divisione tra "sapere scientifico" e "sapere umanistico".
- Contratto didattico.
- Cattive prassi dei genitori che odiano la disciplina.

## Consigli su come affrontare la matofobia
Di seguito alcuni semplici consigli da dare agli studenti per iniziare ad affrontare il blocco psicologico derivante dalla matofobia.
1. La matematica non è una disciplina arida, né sono necessarie delle particolari attitudini congenite. Le abilità matematiche possono essere acquisite.
2. Effettuare i calcoli di base senza l'uso del calcolatore, soprattutto nelle situazioni di vita quotidiana: quando si va a fare la spesa, quando si va in pizzeria con amici.
3. Provare a risolvere problemi giornalmente, curandosi di scartare i problemi più difficili o di spezzarli in sotto-problemi più semplici.
4. Non bisogna disperarsi quando non si riesce a risolvere un problema, ma è più utile chiedere aiuto ai compagni, agli amici, ai genitori, all'insegnante.
5. Quando il contesto classe è ritenuto troppo dispersivo e avvilente, trovare le giuste persone con le quali studiare.
6. Internet offre tantissimi software e corsi di base per la matematica. Il loro uso può aiutare la comprensione della matematica.